# Station Great Yarmouth
Great Yarmouth is een spoorwegstation van National Rail in Great Yarmouth in Engeland. Het station is eigendom van Network Rail en wordt beheerd door Greater Anglia. 